# محمد درویش‌زاده
محمد درویش‌زاده (۱۳۵۰ در مشهد) حقوق‌دان، پژوهشگر و نویسنده ایرانی است. او هم‌اکنون ریاست پژوهشکده حقوق و قانون ایران را بر عهده دارد. برخی از تالیفات او نیز چندین سال به عنوان متن درسی آزمون جامع سراسری آموزش‌های ضمن خدمت قضات بود. درویش‌زاده در سال ۱۳۸۷ به عنوان پژوهشگر برتر کشور برگزیده شد.

## مسئولیت‌ها
محمد درویش زاده در سوابق خود، معاونت قضائی دادگستری کل استان خراسان، قاضی دیوان عالی کشور، قائم مقامی معاون آموزش و تحقیقات قوه قضائیه، عضویت در شورای عالی علوم، تحقیقات و فناوری قوه قضائیه، مدیریت کل اداره برنامه‌ریزی، نظارت و تدوین متون آموزشی قوه قضائیه، ریاست مرکز پژوهش‌های قوه قضائیه و ریاست کارگروه جذب داوطلبان امر قضا و مدیر مسئولی روزنامه دنیای حقوق را دارد و هم‌اکنون نیز مدیر مسئول فصلنامه علمی تخصصی دانشنامه‌های حقوقی، رئیس پژوهشکده حقوق و قانون ایران و داور مرکز داوری اتاق بازرگانی تهران و ایران است.

## تالیفات
درویش‌زاده تا کنون کتب و مقالات متعددی در زمینه حقوق، فقه و مدیریت نوشته است. برخی از کتاب‌های او نظیر کتاب "جستاری در مدیریت قضایی" و کتاب "منشور اخلاق و رفتار قضایی بر پایه تعالیم پیامبر اعظم"، چندین سال به عنوان متن درسی آزمون جامع سراسری آموزش‌های ضمن خدمت قضات بود. در این میان برخی از مقالات وی نیز توانستند موفقیت‌هایی کسب کنند. مانند مقاله «کاستی‌ها و بایستگی‌ها در سازماندهی روابط قانون با رویه قضایی» که به عنوان مقاله برتر در همایش یکصد سال قانونگذاری برگزیده و این مقاله، موضوع جلسه‌ای در مجلس شورای اسلامی شد. همچنین وی در سال ۱۳۸۷ به عنوان پژوهشگر برتر کشور برگزیده شد. برخی دیگر از تالیفات او عبارتند از:
- قانون ثبت احوال در نظم حقوقی کنونی[۱۲]
- تعرض به سند[۱۳]
- آسیب‌شناسی آموزش حقوق در ایران (رشته‌های دستگاهی، نظام اجرایی، متون و سرفصل‌های آموزشی)[۱۴]
- واکاوی فقهی حقوقی دیه ترک برداشتن استخوان[۱۵]
- قاعده سازی و مصداق‌شناسی در امارهٔ قضایی[۱۶]
- تجلی قرآن در مبسوط استاد جعفری لنگرودی[۱۷]
- بررسی تحلیلی رابطه پژوهش‌های قوه قضائیه با نظام پژوهشی کشور[۱۸]
- آوار «تعارض منافع» بر سر مردم رنج دیده آبادان[۱۹]
- دانشماده‌نگاری قانون (ظرفیتی نویافته برای تحول در ادبیات حقوقی معاصر)[۲۰]
- و …